# Ailloli

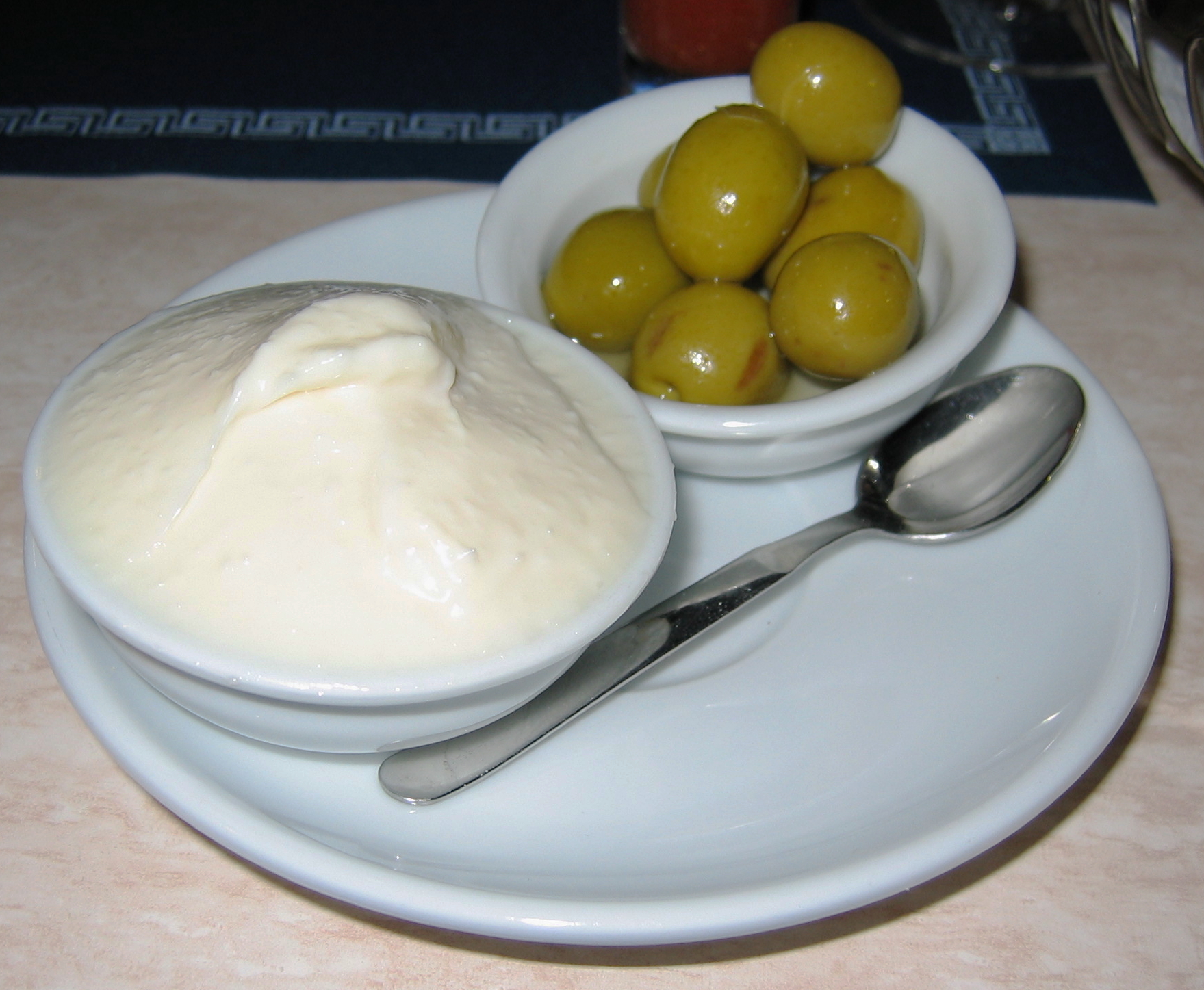
Sos ailloli z oliwkami

Ailloli ([ajoli'], także aïoli, all-i-oli, fr. aillade „sos czosnkowy”) – rodzaj majonezowego sosu czosnkowego; tradycyjny prowansalski sos popularny na południu Francji, a także w innych krajach Europy Południowej. 
Przyrządzany jest z czosnku, oliwy, musztardy, soku z cytryny, często z dodatkiem żółtka; podobnie jak majonez ma cechy emulsji. Substancją emulgującą jest żółtko, lecz niektóre wersje tego sosu (np. katalońskie ailloli) go nie zawierają, ponieważ musztarda i czosnek również posiadają pewne właściwości emulgujące.
Zazwyczaj żółtka miesza się z rozdrobnionym czosnkiem i musztardą, a następnie powoli dolewa się oliwę i sok z cytryny, mieszając trzepaczką aż do uzyskania emulsji. Ailloli może zawierać też inne przyprawy, jak pieprz i ocet. Bywa zagęszczany namoczoną i starannie odciśniętą bułką. Podawany do jaj gotowanych (na twardo, półtwardo, w koszulkach) oraz ryb.